# Forest of Dean Railway

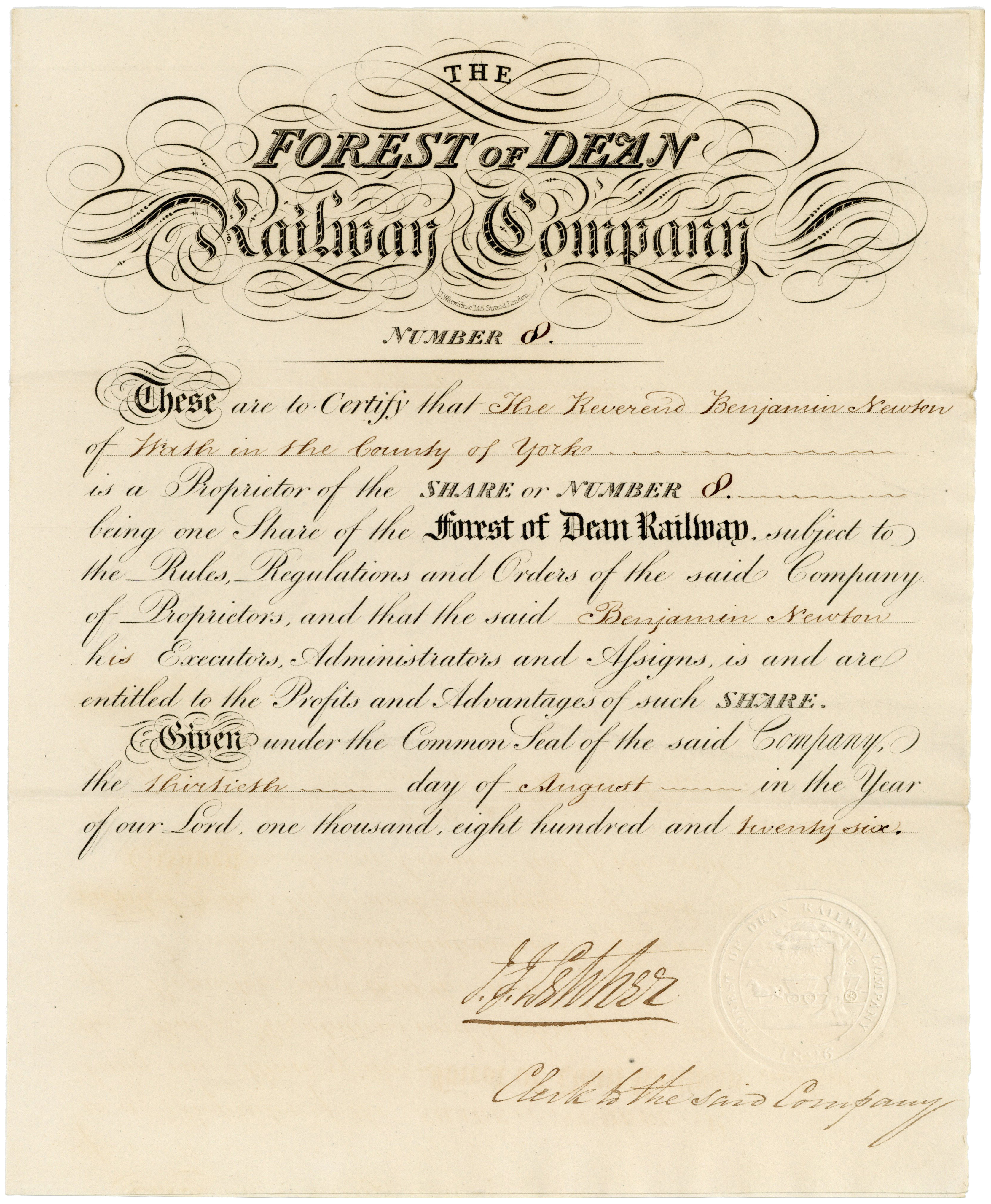
Gründeraktie der Forest of Dean Railway Company, ausgegeben am 30. August 1826.
Das Waldgebiet, durch den die Strecke der Pferdeeisenbahn führte, gehörte dem König, wurde aber der Gesellschaft gegen die Zahlung einer jährlichen Pacht von 100 Pfund und einer Guinee pro Woche überlassen.

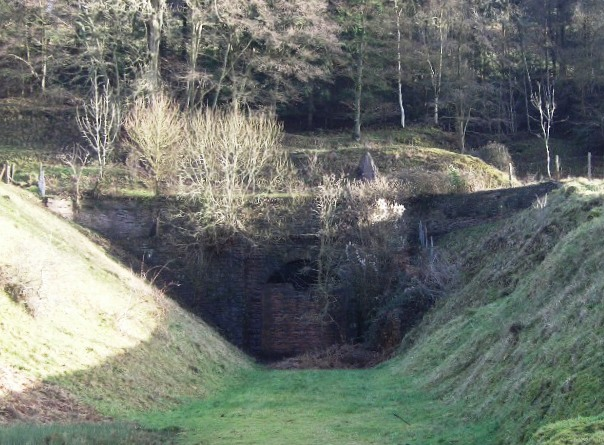
Haie Hill Tunnel auf der Strecke der Forest of Dean Railway

Die Forest of Dean Railway war eine Eisenbahngesellschaft in Südwales.
Am 10. Juni 1809 wurde die Bullo Pill Tramway gegründet. Die schmalspurige Strecke verband einige Bergwerke im Wald von Dean mit einem Kai am Severn bei Bullo Pill. Die Strecke führte von Bullo Pill nach Cinderford. 1814 wurde die Strecke bis Churchway verlängert.
Am 5. Mai 1826 wurde die Gesellschaft als Forest of Dean Railway neu gegründet. Am 2. Juli 1847 erhielt die South Wales Railway das Recht, die Gesellschaft zu pachten oder zu erwerben. Im November 1849 erfolgte dann der Kauf. Die SWR baute die Strecke in der Folgezeit auf 2,14 Meter-Breitspur um und eröffnete am 24. Juli 1854 die 11,7 Kilometer lange Bahnstrecke erneut.